# HarfBuzz
HarfBuzz (persisch حرف‌باز, DMG ḥarfbāz, wörtlich »open type«) ist eine freie Grafikbibliothek für das text shaping, d. h. zum Umwandeln von Unicode-Text in Glyphen mit allen nötigen Ligaturen sowie zur korrekten Positionierung der Zeichen.
HarfBuzz entstand durch die Zusammenführung von Quelltext aus FreeType mit Anteilen von Pango und Qt. Der Hauptentwickler Behdad Esfahbod, Sohn eines Druckers, war unzufrieden über die mangelnde Unterstützung von persischer Schrift im Internet. Etwa 2009 begann die Entwicklung einer neuen Codebasis, harfbuzz-ng genannt. 2015 erschien die erste als vollständig bezeichnete Version von HarfBuzz.
Die Bibliothek unterstützt OpenType-Fonts und keine veralteten PostScript Type-1-Fonts.
wichtige  Meilensteine:
- 0.9.2, Unterstützung von Graphite (SIL)
- 1.0 Unterstützung von Konzepten der Universal Shaping Engine von Microsoft
- 1.4 Unterstützung von OpenType Font variation
- 1.6 Unterstützung von Unicode 10
- 1.8 Unterstützung von Unicode 11
- 2.0 Unterstützung von Apple Advanced Typography (AAT)[8][9][10][11]
- 2.1 Unterstützung von Schriftfarben und Features von verbesserten Haupt-AAT Shaping
- 2.4 Unterstützung von Unicode 12
- 2.6.7 Unterstützung von Unicode 13
- 3.0 Unterstützung der Stable font subsetter API und Unicode 14[12]
- 4.0 Unterstützung von mehr als 65536 Glyphs und Metriken[13]
- 4.3 bedeutende Beschleunigung[14]
- 5.0 Unterstützung von BE Fonts[15]
- 5.2 Unterstützung von Unicode 15[16]
- 8.0 Einführung von Shaper for web assembly within fonts[17]

## Verwendung
Schon 2009 begann HarfBuzz die Rendering-Engine Graphite zu ersetzen, welche angepasste Schriftarten (Smartfont) benötigt und deswegen an Popularität verlor.
Harfbuzz wird in aktuellen Versionen von Firefox, GNOME, Chrome, LibreOffice, LuaTeX, XeTeX, Android, Java und KDE verwendet.